# Son Anglada

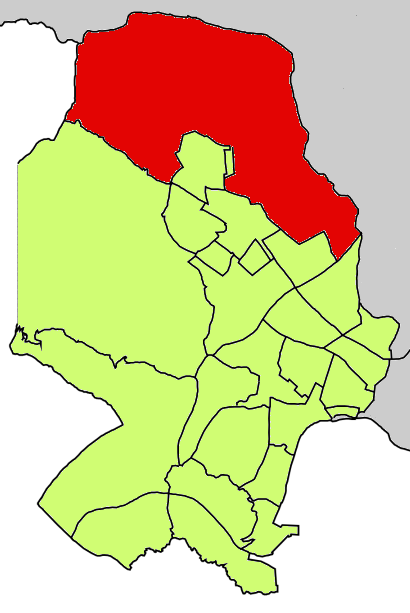
Localització de Son Anglada respecte del Districte de Ponent.

Son Anglada és un barri de la ciutat de Palma (Mallorca) situat al districte de Ponent. Es troba delimitat pels barris de Son Flor, Son Serra-La Vileta, Son Roca, Son Ximelis, Son Vida, Son Cotoner, Es Secar de la Real i Establiments. El 2018 tenia 541 habitants.

Està constituït per un bast terreny de solars sense edificar, un conjunt d'habitatges de planta baixa i pati prop de la carretera de Palma a Puigpunyent que conformen el nucli antic del barri i el Polígon Industrial de Can Valero, a l'extrem sud-est del barri, creat el 1975.
El nom del barri prové d'una antiga possessió, la de Son Anglada, que alhora antigament formaven part d'una més gran, la de Son Quint. Durant el segle xix s'inicia la parcel·lació de la possessió de Son Anglada i són comprades bàsicament per famílies de classe mitjana d'Establiments, els quals aprofiten els petits terrenys per fer cultius d'autoconsum. Més tard, alguns habitatges es transformaren en residències d'estiueig.